# Roberto Vitiello
Roberto Vitiello est un ancien footballeur italien né le 8 mai 1983 à Scafati en Campanie. Il évoluait au poste de défenseur.

## Clubs successifs
- 2002-2003 : AC Cesena ( Italie)
- 2003-2006 : Vicence Calcio ( Italie)
- 2006-2010 : Rimini Calcio ( Italie)
- 2010-2013 : AC Sienne ( Italie)
- jan. 2014-2017 : US Palerme ( Italie)[1],[2]
- 2017-2018 : Ternana UC ( Italie)
- 2018-2020 : Juve Stabia ( Italie)